# Jerzy Batko
Jerzy Leszek Batko (ur. 14 maja 1957 w Kluczach) – polski samorządowiec i rolnik, opozycjonista w okresie PRL, wójt i burmistrz gminy Świątniki Górne (1994–2010). 

## Życiorys
Syn Franciszka i Zofii. Jego ojciec był lokalnym historykiem i samorządowcem, a dziadek Franciszek oficerem Wojska Polskiego i sybirakiem. W 1977 ukończył Technikum Elektryczno-Mechaniczne w Dobczycach, po czym do 1978 pracował w Wytwórni Sprzętu Elektrotechnicznego i Pomiarowego Spólnota w Krakowie. Od 1978 do 1979 odbywał służbę wojskową, następnie rozpoczął prowadzenie gospodarstwa rolnego w Ochojnie. Między 1977 a 1978 współpracował ze Studenckim Komitetem Solidarności w Krakowie, był organizatorem spotkań i kolporterem prasy podziemnej. Od 1978 do 1988 inwigilowany przez Służbę Bezpieczeństwa.
Od 1980 tworzył podkrakowskie koła Niezależny Samorządnego Związku Zawodowego Rolników Indywidualnych „Solidarność”, od grudnia członek komitetów NSZZ RI „Solidarność” dla Polski południowej i województwa krakowskiego, a także jej lider w Świątnikach Górnych. Uczestniczył w strajku rolniczym w Ustrzykach Dolnych w 1981 i zjeździe zjednoczeniowym związków zawodowych rolników. Od 13 grudnia 1981 do 29 marca 1982 internowany w więzieniach w Nowym Wiśniczu i Załężu, w styczniu 1982 uczestniczył w proteście głodowym. Po uwolnieniu działał w duszpasterstwie rolników przy kościele św. Stanisława w Świątnikach Górnych, w 1984 odbył we Francji kilkumiesięczne szkolenie rolnicze.
W 1989 został członkiem Gminnego Komitetu Obywatelskiego „Solidarność” w Świątnikach Górnych, redagował biuletyn tej organizacji. Od 1997 do 2001 działał w Stronnictwie Konserwatywno-Ludowym jako członek władz wojewódzkich i delegat krajowy. W latach 1994–2010 piastował funkcję wójta i od 1997 burmistrza Świątnik Górnych. W 2002 i 2006 wybierany w pierwszej turze głosowania, w 2010 i 2014 dwukrotnie zajął drugie miejsce w wyborach na burmistrza, w 2014 uzyskał mandat radnego powiatu krakowskiego z listy Polskiego Stronnictwa Ludowego. W 2011 kandydował do Senatu w okręgu nr 31 z ramienia KWW Unia Prezydentów – Obywatele do Senatu (zajął, ostatnie, 5. miejsce), a w 2019 do Sejmu z listy Bezpartyjnych Samorządowców. Po 2010 zajął się prowadzeniem galerii sztuki i prywatnego przedszkola.

## Życie prywatne
Brat Liliany Sonik, szwagier Bogusława Sonika, działających w opozycji demokratycznej w PRL i następnie w życiu politycznym III RP. Żonaty z Wiesławą, ma czwórkę dzieci, trzy córki i syna.

## Odznaczenia
Odznaczony Krzyżem Kawalerskim Orderu Odrodzenia Polski (2007) oraz Krzyżem Wolności i Solidarności (2016). Otrzymał także m.in. Odznakę Honorową za Zasługi dla Energetyki, Brązowy, Srebrny i Złoty Medal „Za Zasługi dla Pożarnictwa”, Brązowy Medal „Za zasługi dla obronności kraju”, Medal Komisji Edukacji Narodowej, Brązowy Medal za Zasługi dla Policji oraz Srebrny Krzyż Zasługi (2002).